# Intention
Pour l’article ayant un titre homophone, voir Intension.

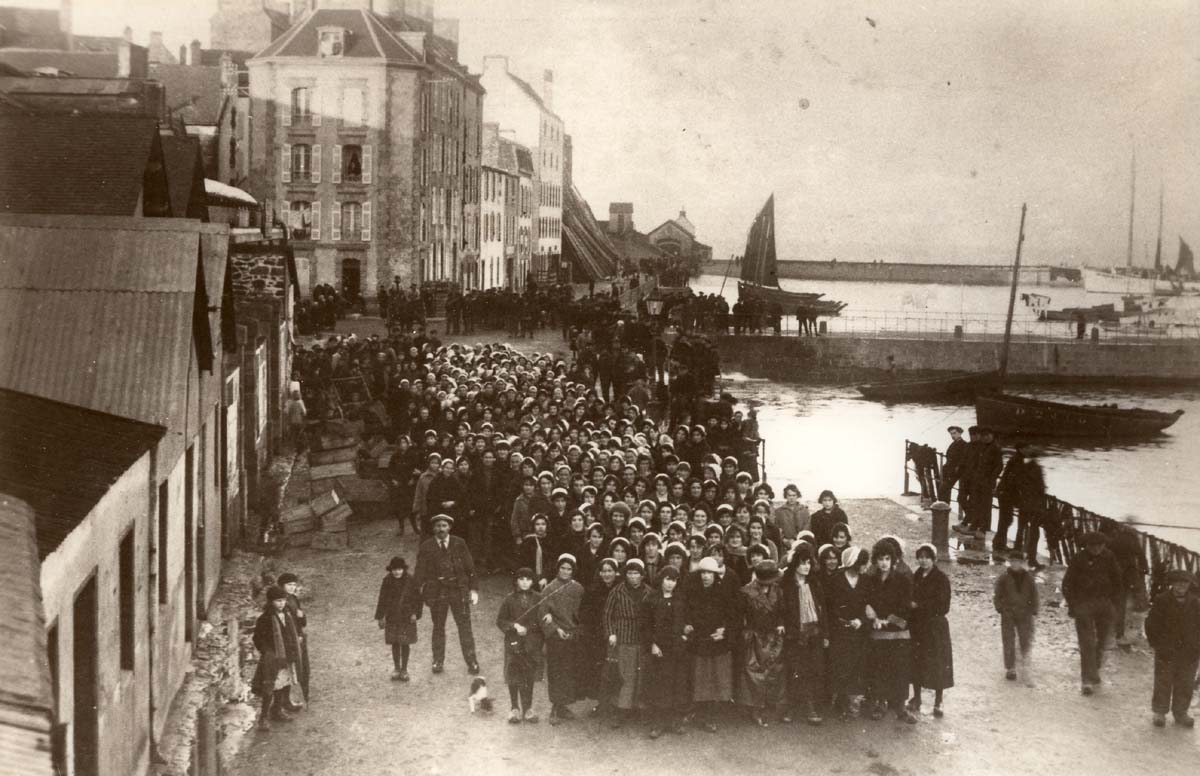
En France, une grève est soumise à une déclaration individuelle d'intention
(photo : Grève des sardinières à Douarnenez en 1924)

L’intention est une action de la volonté par laquelle un individu ou un groupe d'individus fixent le but d'une activité ou encore la motivation qui conduit à intervenir.

## Définition
En France, le centre national de ressources textuelles et lexicales présente ce terme sur son site avec des définitions multiples mais qui se regroupent autour de l'« action de tendre vers un objet, une fin » et par métonymie, « cette fin, elle-même ». C'est également « avoir l'idée, la volonté de faire quelque chose, mais sans que la réalisation en soit assurée ».
Ce terme est utilisé dans la vie courant mais également en philosophie, dans le domaine de la religion), dans l'art (notamment la musique et le théâtre), le Droit et les sciences physiques.
Le site du dictionnaire Larousse donne une définition brève et concise : « Disposition d'esprit par laquelle on se propose délibérément un but ; ce but lui-même »

## Aspect juridique

### Droit canadien
En droit pénal canadien, l'intention est le degré le plus élevé de la mens rea subjective. Elle se distingue de niveaux plus faibles de mens rea tels que la connaissance, l'aveuglement volontaire, l'insouciance ou la négligence. Au sein même de la mens rea d'intention, les juristes distinguent entre la mens rea d'intention spécifique et la mens rea d'intention générale. Pour prouver l'infraction de meurtre, le procureur de la poursuite doit prouver l'actus reus, il doit prouver que l'accusé avait la mens rea d'intention spécifique de commettre l'infraction et il doit établir le lien de causalité. Si le procureur ne prouve pas l'intention spécifique mais prouve un niveau inférieur de mens rea, l'accusé peut être trouvé coupable d'une infraction moindre et incluse telle que l'homicide involontaire coupable.

### Droit français

#### Intention criminelle
Le terme d'« intention criminelle » est souvent utilisé par les juristes pour qualifier la volonté d'une personne de concrétiser une action, voire un comportement pénalement sanctionnable. On parle aussi d'élément intentionnel qui se place aux côtés de l'élément légal (l'interdiction inscrite dans la loi) et d'élément matériel (les preuves). Ces critères sont cumulatifs.
L'élément intentionnel diffère du mobile par le fait que si ce dernier peut être dû à des raisons différentes, l'intention est liée à la détermination de l'individu concerné. Cette notion n'est pas directement reconnue dans le droit français qui préfère utiliser la notion d'abus de droit.
Cependant, dans le droit pénal français reconnait indirectement cette notion lorsque les crimes et délits sont intentionnels, c’est-à-dire qu’ils ont été commis par une personne ayant la volonté consciente et délibérée de commettre l’élément matériel de l’infraction, étant entendu que la connaissance du caractère infractionnel du comportement est présumée en vertu de l’adage « nul n’est censé ignorer la loi ».

#### La déclaration d'intention
La notion de « déclaration d'intention » possède plusieurs sens juridiques, notamment dans le domaine de la construction (déclaration d'intention de commencement de travaux), dans le domaine social (déclaration d'une grève), dans le domaine immobilier (droit de préemption).

## Aspect philosophique
La philosophe britannique Gertrude Elizabeth Margaret Anscombe a travaillé en particulier sur les concepts d'intention et s'est opposé à l'approche mentaliste et affirmant que l'intention de l'esprit est à comprendre à partir de la réalisation de l'action intentionnelle, qui n'est pas purement privée.

### L'Intentionnalité
L'intentionnalité est un concept majeur de la philosophie de la connaissance du XXe siècle. Le dictionnaire de la philosophie de Larousse donne la définition lapidaire qui suit : « relation active de l'esprit à un objet quelconque ».
À ce titre, il inspire plusieurs auteurs de développement personnel.

### Le procès d'intention
En philosophie, le procès d'intention est un sophisme consistant à invoquer le discrédit sur une personne en lui prêtant des intentions inavouables et condamnables.

## Aspect religieux

### L'intention de prière (catholicisme)
L'intention de prière est une demande effectuée par tout croyant à l'intention d'un prêtre ou d'une communauté religieuse par l"intermédiaire d'un mot, d'une lettre ou d'un cahier de prière ou le site d'une communauté. La paroisse de la Basilique Notre-Dame de Bonsecours de Bonsecours présente l'intention par l'intermédiaire d'un « petit mot » destinés aux visiteurs :

« Amis visiteurs ou pèlerins,

Soyez les bienvenus auprès de Notre-Dame-de-Bonsecours.

Marie prie avec vous et pour vous son divin Fils.

N’hésitez pas à lui confier vos peines, vos soucis, vos souffrances, mais aussi à lui rendre grâce pour vos joies et vos réussites.

Votre intention de prière, écrite sur ce cahier, est partagée régulièrement par des paroissiens.

Puissiez-vous quitter cette basilique le cœur en paix, confiants dans l’amour fidèle de Dieu qui veut la VIE pour tous ses enfants, confiants aussi dans l’intercession de la Vierge Marie,

Elle est vraiment de Bon Secours.»

[citation nécessaire]

### Niyyah (islam)
« Niya » ou « Niyyah » (نية) est un mot arabe désignant la pureté de l'intention d'une croyance (foi) qui existait déjà avant l'apparition de l'islam mais qui définit aujourd'hui l'intention (dans le sens de la confiance), à Dieu.
Le Prophète a dit : « Les actions ne valent que par les intentions et chaque homme sera rétribué en fonction de son intention.»
L'intention est donc une chose a laquelle chaque musulman doit faire attention afin que son acte soit accepté, notamment avant la prière, une aumône, le pèlerinage, etc.
Celui dont on dit : «il est niya», est celui qui a spontanément une bonne intention dans ses actes.

## Aspect psychosociologique

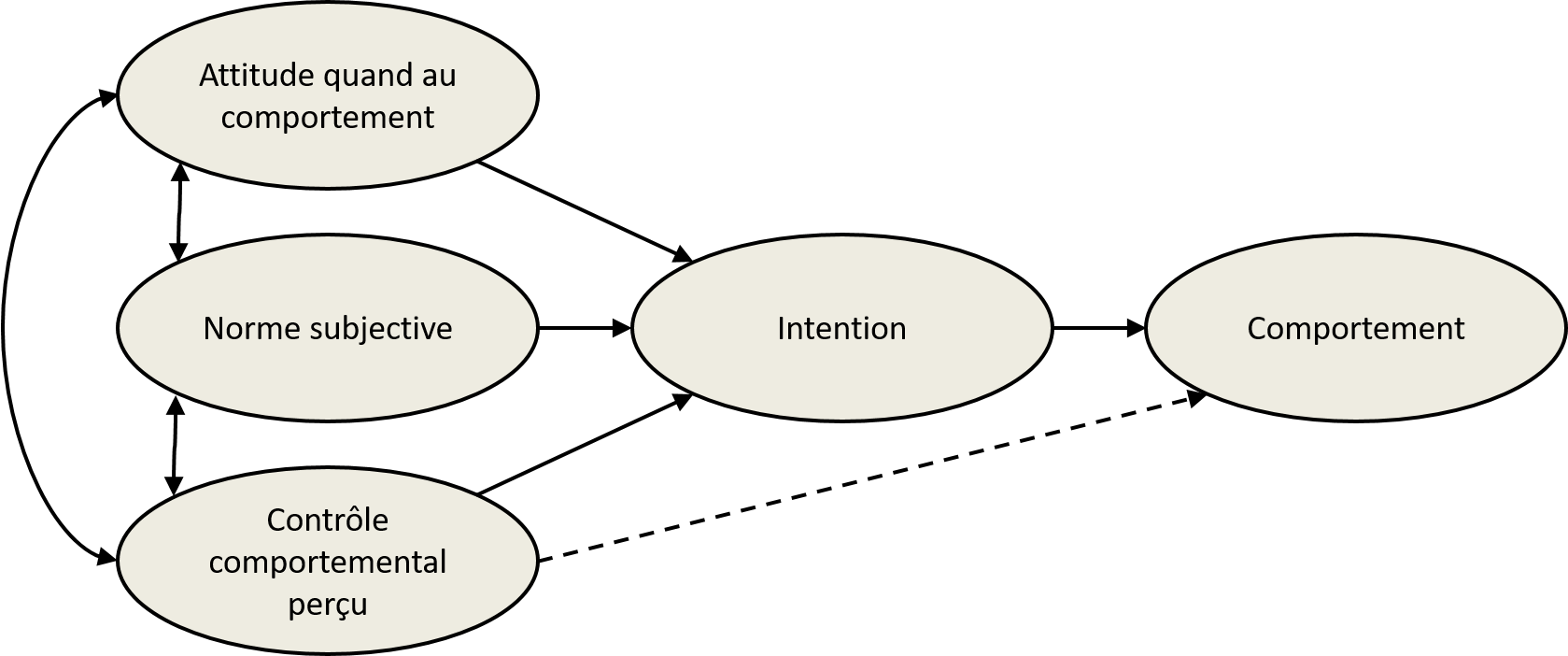
La théorie du comportement planifié (TPB) d'après Azjen 1991 (p. 182)

La théorie du comportement planifié permet de donner une explication au comportement volontaire de l’individu. Les idées contenues dans cette théorie sont en lien avec la motivation de base d’un individu à effectuer une action.
Celle-ci développe l'idée que l’intention d’accomplir un certain comportement précède le comportement réel. Il s’agit donc d’une intention comportementale et résulte de la conviction que l’exécution du comportement mènera à un résultat spécifique. La théorie du comportement planifié suggère que des intentions plus fortes conduisent à un effort accru pour effectuer le comportement, ce qui augmente également la probabilité que le comportement soit effectué.

## L'intention dans la culture populaire
Un des proverbes les plus connus avec ce terme est une phrase attribuée à Bernard de Clairvaux (XIIe siècle) qui déclarait : L'enfer est plein de bonnes volontés ou désirs, citée par François de Sales dans une lettre de 1604 à Jeanne de Chantal, transformé en proverbe au XVIIIe siècle, lorsque l'on commença à paver les rues des villes : « L’enfer est pavé de bonnes intentions ».

### En littérature
Au-delà des études philosophiques, ce terme peut se retrouver dans les titres de certains romans ou essais :
- En 1282, un traité, écrit par le philosophe, poète, théologien Raymond Lulle dénommé Le Livre de l'intention a été traduit du catalan par Patrick Gifreu est publié en France aux éditions de la Merci en février 2010.

- En 1891, l'écrivain, romancier et poète irlandais Oscar Wilde publie un recueil d'essais dénommé Intentions (titre identique en anglais et en français).

- En 1977, l'écrivain français Francis Ryck, publie chez Gallimard, un roman policier dénommé Nos intentions sont pacifiques.

### Au cinéma
Dans le monde du cinéma, une note d’intention est un document très court — une à deux pages — expliquant clairement les idées (donc les intentions) du concepteur du projet de film (scénariste ou réalisateur). Ce texte présente le thème abordé, les personnages en posant les bases de l'univers de l'histoire afin de convaincre un producteur de financer le film.
À l'instar de la littérature, ce mot se retrouve dans le titre de nombreux films :
- 1999 : Sexe Intentions (Cruel Intentions) est un film américain réalisé par Roger Kumble
- 2003 : Intentions est une comédie dramatique française réalisée par Luane Beck
- 2018 : Les Bonnes Intentions est une comédie dramatique française réalisée par Gilles Legrand